# Burg Horn (Rohrau)
Die Burg Horn ist eine abgegangene Spornburg oberhalb von Rohrau, einem Ortsteil der Gemeinde Gärtringen im Landkreis Böblingen in Baden-Württemberg. Sie befindet sich auf dem 528 m ü. NN hohen Schlossberg, 750 Meter südlich des Orts. Der Schlossberg ist eine Kuppe am nordwestlichen Trauf des Schönbuchs, der sich deutlich über der Gäuebene erhebt. Erhalten von der Burg sind lediglich zwei Gräben. In manchen Quellen wird zwischen der Burg Horn und der späteren, am heutigen Kirchplatz in Rohrau befindlichen Burg Rorowe nicht genau unterschieden und beide als „Burg Rohrau“ bezeichnet.

## Geschichte
Es gilt als gesichert, dass die Burg Horn bereits im frühen Mittelalter auf dem Schlossberg gestanden hat, und im 12. oder 13. Jahrhundert zerstört wurde. Die Äcker unterhalb des Schlossbergs werden noch heute Hornäcker genannt. Burg Horn soll eine Raubritterburg gewesen sein, von welcher aus der einstige Besitzer „Ritter Horn“ seine Raubzüge ins Tal herunter ausführte.
Überlieferungen zufolge verlegten die einstigen Besitzer der Burg Horn ihren Wohnsitz ins Tal und bauten dort mit Steinen der Burg Horn das als Burg Rorowe bekannte Wasserschloss am heutigen Kirchplatz in der Dorfmitte. Untermauert wird dies, da bei Grabungen auf dem Schlossberg keine Steine der ehemaligen Burg Horn gefunden werden konnten.